# Edictum Theodorici regis

Droit romano-germain
Droit du haut Moyen Âge
L'Edictum Theodorici regis (Ve siècle ou VIe siècle) est un des codes des rois germaniques promulgués pour résoudre les disputes entre les Romains et les Goths dans leurs royaumes. Il dérive des lois romaines telles que les codes Grégorien, Hermogénien et Théodosien. Il comprend une préface, 155 chapitres et une conclusion.
Contrairement à la plupart des codes romains-barbares, il invoque un sens de pouvoir territorial plutôt que personnel. Il traite équitablement les Romains et les barbares, avec une seule exception pour les juifs, auxquels il donne leurs propres juges.  
Son authenticité n'est plus incertaine, mais l'auteur reste inconnu. L'édition originale, imprimée en 1579 par Pierre Pithou, attribue le texte au roi ostrogothique Théodoric le Grand. Le chapitre 11 propose une origine italienne, puisqu'il donne des lois particulières à Rome. Malgré cela, depuis 1953 il y a en plus des historiens qui attribuent le code au roi wisigothique Théodoric II ou au roi germanique d'Italie Odoacre.